# Parexilisia diehli
Parexilisia diehli är en fjärilsart som beskrevs av De Toulgoët 1958. Parexilisia diehli ingår i släktet Parexilisia och familjen björnspinnare. Inga underarter finns listade i Catalogue of Life.